# Zakia Zaki
Zakia Zaki (Afghanistan, 1962 – Jabal Saraj, 5 giugno 2007) è stata una giornalista afghana che gestiva la stazione radio Sada-i-Sulh (La voce della pace) situata a nord di Kabul. Nel suo programma radiofonico criticò durante il regime talebano  la restrizione della libertà di espressione e la posizione delle donne nella società. Minacciata più volte a causa del suo lavoro, il 5 giugno 2007 venne uccisa a colpi di arma da fuoco in casa sua mentre dormiva.

## Biografia
Zakia Zaki era nota per essere indipendente e un'attivista nella sua comunità tanto da candidarsi, senza successo, al parlamento nel 2005. Direttrice di una scuola a Parwan,  Zaki fondò nell'ottobre 2001 la stazione radio "Afghan Peace" (Sada-i-Sulh) a Jabal Saraj, distretto di Jabal Saraj, Parwan. Parlò spesso di questione controverse come i diritti delle donne e l'insurrezione talebana.

## Giornalista alla radio
La stazione era stata finanziata dagli Stati Uniti che garantiva segretamente sei ore di trasmissione ogni giorno. Inoltre la Francia pagò per il primo anno di produzione e 15 giorni di formazione radiofonica per Zaki. La donna, sposata e madre di sei figli, fu una delle poche giornaliste a parlare durante il regime dei talebani. E non fu tenera al punto che i signori della guerra locali e i conservatori volevano chiudere la stazione radio, e Zaki cominciò a ricevere minacce di morte.
Ebbe come feroce concorrente un'altra giornalista donna che viveva a Kabul: Shakaiba Sanga Amaj (a volte scritto Shakiba). Amaj aveva 22 anni e, in un paese in cui c'è ancora l'idea che le donne non devono parlare in pubblico, venne uccisa solo sei giorni prima dell'omicidio di Zakis.
Molti in Afghanistan credettero che le due giornaliste fossero state prese di mira in modo che i gruppi di  guerriglieri della zona potessero attirare l'attenzione dei media e trasmettere le loro minacce al pubblico.  Uno dei gruppi prevalenti nel caso Zaki è l'Hezb-e Islami, il gruppo di guerriglia guidato dal veterano signore della guerra Gulbuddin Hekmatyar. Il film "If I Stand Up", coprodotto dall'UNESCO, ha incluso un ritratto di Zaki nel documentario. Molti media e stazioni radio indipendenti e private sono sorti dopo la caduta dei talebani e, nonostante il contraccolpo nei confronti delle giornaliste, la crescita di queste attività è continuata. Anche se la stazione Afghan Peace Radio non è più stata la stessa dopo l'omicidio di Zaki, sono state create alcune altre stazioni gestite da donne per prendere il suo posto. L'organizzazione canadese, IMPACs, era responsabile del perseguimento e della creazione di queste stazioni nell'Afghanistan rurale.

## L'omicidio
Zaki venne uccisa nella sua casa fuori Kabul nell'aprile 2007. Prima del suo omicidio, Zakia Zaki aveva ricevuto minacce di chiusura della sua stazione radio e minacce per la sua vita.  Il 4 giugno 2007, intorno alla mezzanotte, tre uomini armati di pistole e fucili entrarono nella casa della famiglia di Zaki, le spararono 7 volte alla testa e al petto mentre dormiva e poi fuggirono. Due dei suoi sei figli erano nella stanza ma rimasero illesi. Il figlio di 8 mesi di Zaki era a letto con lei.
Due parenti furono accusati dal padre di Zaki. I due uomini vennero arrestati ma non furono mai accusati del crimine. Altri due uomini che si riteneva facessero parte del gruppo Hezbi Islami (noto anche come Hezb-e Islami) furono arrestati ma non accusati. I tre uomini armati coinvolti nell'omicidio di Zaki non sono mai stati identificati.

### Le reazioni
Il suo omicidio fu considerato un "attacco terroristico" dal primo ministro afghano.  Abdul Manan Farahi, direttore delle operazioni antiterrorismo in Afghanistan, disse che i sospetti arrestati erano legati all'Hezb-e Islami.
Kōichirō Matsuura, direttore generale dell'UNESCO, dichiarò: "Questi crimini sono ancora più scioccanti perché non solo minano il diritto umano fondamentale alla libertà di espressione, ma anche il diritto delle donne di esercitare una professione che è vitale per la ricostruzione dell'Afghanistan". La sua uccisione venne condannata dalla First Lady degli Stati Uniti, Laura Bush.
Reporter senza frontiere affermò: "Questo atto selvaggio è legato al suo lavoro di giornalista o alle sue responsabilità civiche, è quindi fondamentale che i responsabili di questo omicidio siano rapidamente identificati e puniti".

## Vita privata
Zakia Zakie sposò Abdul Ahad Ranjabr e andò a vivere a Parwan, a nord di Kabul. La coppia ebbe sei figli – quattro maschi e due femmine – e due dei suoi figli erano presenti al momento del suo omicidio.